# Стрибки у воду на літніх Олімпійських іграх 1928
Змагання зі стрибків у воду на літніх Олімпійських іграх 1928 в Амстердамі тривали з 6 до 11 серпня 1928 року на Плавальному стадіоні Олімпійського спортивного парку. Розіграно 4 комплекти нагород (по 2 серед чоловіків і жінок). Змагався 61 спортсмен з 17-ти країн. прості стрибки з вишки усунуто з олімпійської програми.

## Медальний залік

### Чоловіки
| Дисципліна    | Золото                | Срібло               | Бронза               |
| ------------- | --------------------- | -------------------- | -------------------- |
| Трамплін, 3 м | Піт Десджардінс (USA) | Майкл Ґалітцен (USA) | Фарід Сімаїка (EGY)  |
| Вишка, 10 м   | Піт Десджардінс (USA) | Фарід Сімаїка (EGY)  | Майкл Ґалітцен (USA) |

### Жінки
| Дисципліна    | Золото                        | Срібло                 | Бронза                 |
| ------------- | ----------------------------- | ---------------------- | ---------------------- |
| Трамплін, 3 м | Гелен Міні (USA)              | Дороті Пойнтон (USA)   | Джорджия Коулмен (USA) |
| Вишка, 10 м   | Елізабет Бекер-Пінкстон (USA) | Джорджия Коулмен (USA) | Лаура Шенквіст (SWE)   |

## Країни-учасниці
Змагалися 38 стрибунів і 23 стрибунки у воду з 17-ти країн:
- Австралія  (1)
- Австрія  (2)
- Канада  (1)
- Чехословаччина  (2)
- Данія  (1)
- Єгипет  (2)
- Фінляндія  (2)
- Франція  (4)
- Німеччина  (9)
- Велика Британія  (7)
- Італія  (3)
- Японія  (1)
- Мексика  (1)
- Нідерланди  (7)
- Швеція  (8)
- Швейцарія  (1)
- США  (9)

## Таблиця медалей
| Місце              | Країна             | Золото | Срібло | Бронза | Загалом |
| ------------------ | ------------------ | ------ | ------ | ------ | ------- |
| 1                  | США                | 4      | 3      | 2      | 9       |
| 2                  | Єгипет             | 0      | 1      | 1      | 2       |
| 3                  | Швеція             | 0      | 0      | 1      | 1       |
| Загалом (3 збірні) | Загалом (3 збірні) | 4      | 4      | 4      | 12      |